# 芦田多恵
芦田 多恵（あしだ たえ、1964年7月3日 - ）は、日本のファッションデザイナー。

## 来歴
1964年、ファッションデザイナー芦田淳の次女として東京に生まれる。
東洋英和女学院小・中学部を経て、スイスのル・ローゼイ高等学校を卒業。
1987年、米国ロードアイランド造形大学を卒業。在学中の1984年からジャン・パトゥやクリスチャン・ラクロワのもとで研修、1987年にはニコル・ミラー社で研修を積んだ。
1988年、株式会社ジュンアシダ入社。
1991年、「ミスアシダ」コレクションを発表し、デザイナーとしてデビュー。
1993年、山東昭子参議院議員の甥で日本興業銀行勤務であった山東英樹と結婚。2児をもうける。
JリーグA.Sフリューゲルスのカップ戦ユニフォームをデザイン。以降、帝国ホテル、マックスファクター「SK-2」、東洋信託銀行、東北高校女子等ユニフォームも多数デザイン。2000年には東京ディズニーリゾート「キャンプ・ネポス」のコスチュームもデザインする。
2007年、日本女子大学の客員教授に就任。
2010年、日本2人目の女性宇宙飛行士山崎直子がスペースシャトル「ディスカバリー」内で着用する船内服をデザイン。以前より親交のあった山崎飛行士の依頼によるもので、ファッションデザイナーによる宇宙船内服のデザインは世界初のことであった。
2011年、自らの名を冠した「タエアシダ」(TAE ASHIDA)コレクション発表。
2012年、日本ファッション・エディターズ・クラブ主催「第54回FECJ賞」特別賞を受賞。
2013年には、東日本大震災の復興支援の一環として、宮城・三陸町の仮設住宅に入居する縫製技術者(MSR smile project)とのコラボレーションによるキーホルダー「ミナタン・チャーム」(MINA-TAN CHARM)を発売する。
2014年、国立新美術館にて開催されたメゾン創立50周年記念展『エレガンス不滅論。』のアートディレクションを手掛ける。
2016年、デビュー25周年を記念して齊藤工監督によるドキュメンタリー『Embellir』を制作。
2017年、ブルガリ アウローラ アワード 2017を受賞。
ノン・バイオレンス・プロジェクト・ジャパンのアンバサダーに就任。
2018年、｢ジュンアシダ｣ブランドのプロデュースを始める。
2019年秋冬から、メンズ服も展開する。
2024年、文化庁長官特別表彰。
自身のブランド「タエアシダ」では普段着からイブニングドレスまで多岐にわたる製品を展開し、各界の著名人やセレブリティを顧客に持つ。来場者が毎回1500人を超え東京コレクション最大規模となるファッションショーには、皇族、首相夫人、駐日大使夫妻を始め、藤原紀香、水野真紀、神田うの、観月ありさ、檀れい、とよた真帆、森口瑤子、田中麗奈、押切もえ、斎藤工、Mattら多くの芸能人も駆けつける。